# Diaspora siriana

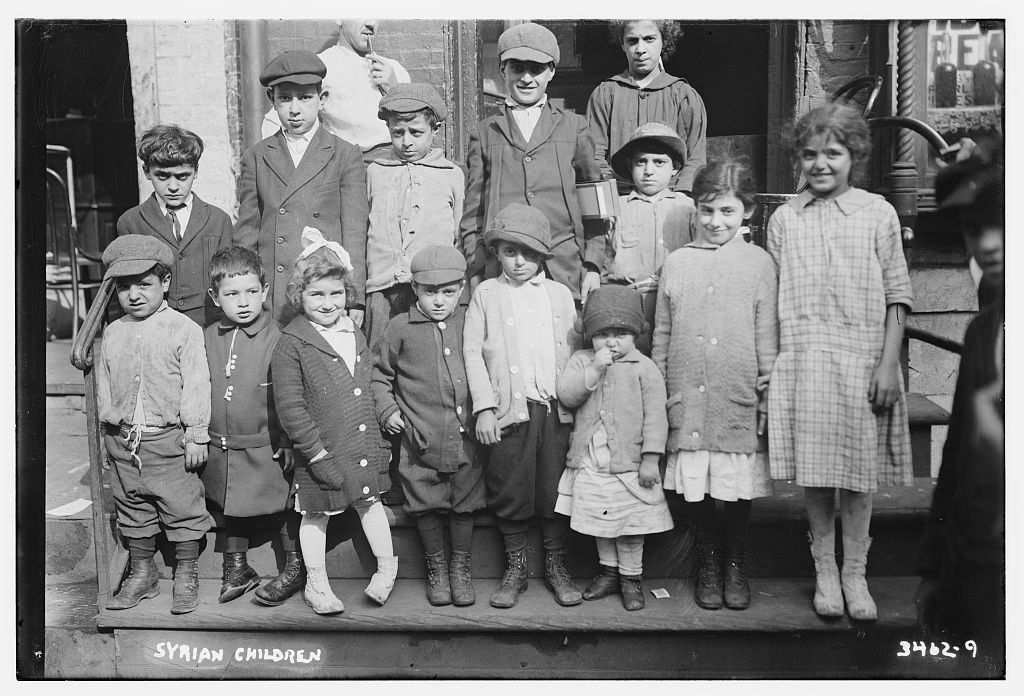
Un gruppo di bambini siriani fotografati a Washington Street, a Lower Manhattan, New York

La diaspora siriana si è avviata a partire dal XIX secolo soprattutto verso l'America meridionale, gli Stati Uniti d'America e l'Egitto. L'emigrazione ha testimoniato una notevole accelerazione in seguito allo scoppio della guerra civile siriana, perlopiù verso il resto del Medio Oriente.
È stato stimato che i Siriani che vivono fuori dalla Siria siano tredici milioni, quasi la metà dell'intera popolazione del Paese. L'Alto commissariato delle Nazioni Unite per i rifugiati riporta persino che il flusso emigratorio siriano ha coinvolto solo nel 2015 ben 4.9 milioni di individui.

## Tabella riepilogativa
| Paese               | Stima | Valore massimo stimato                      | Regione                     |
| +                   | |                                             |                             |
| ------------------- | --- | ------------------------------------------- | --------------------------- |
| Brasile             | 1.000.000 stando a una ricerca condotta dall'IBGE nel 2008 negli stati di Amazonas, Paraíba, São Paulo, Rio Grande do Sul, Mato Grosso e Distrito Federal. Lo 0.9% dei brasiliani caucasoidi ha riportato di avere origini familiari nel Medio Oriente | 4,000,000 (governo brasiliano)              | America Latina              |
| Turchia             | 2.503.549(dicembre 2015) |                                             | Medio Oriente               |
| Libano              | 1.070.189(dicembre 2015) |                                             | Medio Oriente               |
| Giordania           | 633.466(dicembre 2015) | 1,400,000 stimati(ِagosto 2015)              | Medio Oriente               |
| Argentina           | 500.000 | 1,000,000                                   | America Latina              |
| Arabia Saudita      | 500.000-2.500.000 |                                             | Medio Oriente               |
| Iraq                | 247.861 (marzo 2015) |                                             | Medio Oriente               |
| Emirati Arabi Uniti | >250.000 (2016) |                                             | Medio Oriente               |
| Germania            | 600.000+ |                                             | Unione Europea              |
| Stati Uniti         | 154.560 (da antenati) |                                             | Nord America                |
| Svezia              | 149.418 (2016) |                                             | Unione Europea              |
| Egitto              | 133.862(April 2015) |                                             | Nord Africa e Medio Oriente |
| Kuwait              | 120.000 (2015) |                                             | Medio Oriente               |
| Grecia              | 88.204 (2015) |                                             | Unione Europea              |
| Canada              | 40.840 (da antenati) |                                             | Nord America                |
| Austria             | 18.000 (2015) |                                             | Unione Europea              |
| Australia           | 13.517 (da antenati, 2011) |                                             | Oceania                     |
| Venezuela           | 15.632 (residente nato in Siria, 2015) | 1.000.000 Venezuelani di ascendenza siriana | America Latina              |
| Algeria             | 10.000 (gennaio 2013) | 25.000 stimati (gennaio 2013)               | Nord Africa                 |